# Alí ibn Ghàniya
Alí ibn Ishaq ibn Ghàniya (àrab: علي بن إسحاق بن غانية, ʿAlī b. Isḥāq b. Ḡāniya), també conegut simplement com a Alí ibn Ishaq o, sobretot, Alí ibn Ghàniya (mort en 1188) fou un senyor de la guerra mallorquí d'origen amazic i lleial als almoràvits, que va operar a Ifríqiya entre 1184 i 1188. Era fill d'Ishaq ibn Muhàmmad ibn Ghàniya, emir de Mayurqa (Balears) del 1165 al 1183.
La revolució a Mallorca contra la submissió al califa almohade el 1184 el va portar al govern de les illes en comptes del seu germà Muhammad ben Ishak, però sota pressió dels nobles almoràvits que formaven el seu entorn, va decidir portar la guerra contra els almohades a l'Àfrica abandonat les Balears. Amb trenta-dos vaixells els mallorquins van desembarcar a prop de Bugia, l'antiga capital hammadita que ara era seu d'un governador provincial dels almohades de Marràqueix. Bugia, poblada per amazics sanhadja, fou ocupada amb certa facilitat aprofitant l'absència de la guarnició i els suports locals que els Banu Ghaniya (d'origen amazic sanhadja) tenien a la ciutat (12 de novembre de 1184). Quan els almohades van retornar els va derrotar i llavors va aconseguir el suport de nombrosos caps àrabs de les tribus Banu Hilal (hilàlides) com els Banu Riyah, els Arhbaj, i els Judham. El seu germà Yahya ibn Ishaq ibn Ghàniya va rebre el govern de Bugia i Ali va marxar amb les seves forces cap a l'oest, ocupant Alger, Muzaya i Miliana. Va retornar llavors a l'est i pel camí se li van adherir altres tribus. Va ocupar la Qala dels Banu Hammad (Qàlat Bani Hammad) que era una fortalesa important, i va posar setge a Constantina.
Mentre el califa Yakub al-Mansur va reunir un exèrcit que va enviar a la zona i va reconquerir Alger, Miliana, i les altres ciutats i va obligar a Yahya a abandonar Bugia (1185). Ali va haver d'aixecar el setge i fugir cap al desert; va passar per les muntanyes de l'Aurès i va arribar al Djarid (sud d'Ifríqiya a l'entorn de Tozeur), on es va establir. Amb el suport dels àrabs de la zona va conquerir Tozeur i Gafsa i es va proclamar sobirà, llegint la khutba en nom del califa abbàssida al qual va enviar el seu reconeixement i que li va prometre ajut.
De Gafsa va passar a Trípoli de Líbia on es va trobar amb l'armeni Qaràqux, antic llibert d'un nebot del aiubita Saladí i governador aiubita de Tripolitana, que disposava d'un contingent de soldats mercenaris turcs oghuz. Els dos homes es van aliar i els almoràvits, els oghuz, i els àrabs Banu Hilal i Banu Sulaym, van iniciar una campanya a Ifríqiya que van assolar durant un temps (1186-1187). El seu germà Abd Allah ibn Ishak Ibn Ghaniya ('Abd Allāh ibn Ishāq ibn Ġānīya) va tornar a Mallorca i va reconquerir les illes, de les que es va proclamar rei (emir). El general almohade Abu l-Abbas al-Siqilli va poder conservar Eivissa i Formentera i després es va apoderar de Menorca (1188), governada per Ibn Nayya en nom d'Abd Allah Ibn Ghaniya.
Ali i els seus aliats van atacar Mahdia i Tunis que no van poder ocupar, i poc després va arribar un exèrcit almohade dirigit pel mateix califa Yaqub al-Mansur, i Ali es va retirar cap al Djarid on fou perseguit per sis mil cavallers del califa; va aconseguir sobre aquests una gran victòria a la plana d'al-Umra el 24 de juny de 1187 però Yaqub va agafar la direcció de les seves forces i va derrotar a Ali a al-Hamma prop de Gabes (14 d'octubre de 1187), reconquerint Tozeur i Gafsa; les muralles d'aquests ciutats foren arrasades. Ali i Qaràqux van fugir al desert al Fezzan.
Quan Yakub al-Mansur va abandonar la zona, Ali i Qaràqux van tornar a Ifríqiya, reagrupant als seus partidaris i reprenent la campanya de saqueig del país. Ali va morir el 1188 i el va succeir el seu germà Yahya ibn Ishak (Yahya Ibn Ghaniya).